# Paula Nocker
Paula Nocker (* 1997 in Wien) ist eine österreichische Schauspielerin.

## Leben
Paula Nocker wurde 1997 als Tochter des deutschen Schauspielerpaares Maria Happel und Dirk Nocker in Wien geboren. Ihr Großvater war der Opernsänger Hanns Nocker, ihre Großmutter väterlicherseits ist die Schauspielerin Edith Elmay. Nach der Matura am W@lz Wiener Lernzentrum begann sie ein Studium der Kultur- und Sozialanthropologie sowie ein Lehramtsstudium an der Pädagogischen Hochschule Wien und hospitierte am Berliner Ensemble und am Wiener Bronski & Grünberg.
Bei den Festspielen Reichenau war sie 2005 in Zwischenspiel unter der Regie von Bernd Birkhahn und 2009 in Der Weg ins Freie unter der Regie ihrer Mutter zu sehen. Bei den Sommerspielen Perchtoldsdorf stand sie 2014 ebenfalls unter der Regie ihrer Mutter in Kleists Das Käthchen von Heilbronn auf der Bühne. 2006 verkörperte sie im Kinofilm Lapislazuli – Im Auge des Bären von Wolfgang Murnberger an der Seite von Julia Krombach als ihre Stiefschwester und Lena Stolze als ihre Filmmutter die Rolle der Lissy. 
Im April 2021 gab sie in einer Inszenierung von Torsten Fischer ihr Debüt an den Kammerspielen des Theaters in der Josefstadt, wo sie für eine Fernsehaufzeichnung von Brechts Dreigroschenoper als Lucy auf der Bühne stand. Für ihre Darstellung der Tochter von Polizeichef Tiger Brown und Rivalin von Polly Peachum, dargestellt von Swintha Gersthofer, wurde sie im Rahmen der Verleihung des Nestroy-Theaterpreises 2021 mit einem Nestroy in der Kategorie Bester Nachwuchs weiblich ausgezeichnet.
Im Jedermann bei den Salzburger Festspielen war sie im Sommer 2021 unter der Regie von Michael Sturminger Mitglied der Tischgesellschaft. Im Oktober 2021 feierte sie an den Kammerspielen der Josefstadt in einer Bühnenfassung von Das perfekte Geheimnis als Sofia an der Seite von Martin Niedermair als Rocco und Larissa Fuchs als Eva Premiere. Im Juli 2022 spielte sie bei den Festspielen Reichenau, deren künstlerische Leitung ihre Mutter übernommen hatte, unter der Regie von Torsten Fischer in Tschechows Die Möwe die Rolle der Nina. In der Komödie Der Himbeerpflücker von Fritz Hochwälder spielte sie ab November 2023 an den Kammerspielen der Josefstadt die Rolle der Sieglinde. Ende 2024 debütierte sie an der Volksoper Wien als Eliza Doolittle in My Fair Lady. Jan Philipp Gloger holte sie mit Beginn der Spielzeit 2025/26 ins Ensemble des Volkstheaters.

## Filmografie (Auswahl)
- 2006: Lapislazuli – Im Auge des Bären
- 2011: SOKO Donau/SOKO Wien – Endstation (Fernsehserie)
- 2011: Bauernopfer (Fernsehfilm)
- 2014: Die Detektive (Fernsehserie)
- 2021: Die Dreigroschenoper (Fernsehfilm)
- 2023: SOKO Donau/SOKO Wien – Der große Mitsch (Fernsehserie)

## Auszeichnungen und Nominierungen
Nestroy-Theaterpreis 2021
- Auszeichnung in der Kategorie Bester Nachwuchs weiblich für die Darstellung der Lucy in der Dreigroschenoper an den Wiener Kammerspielen[9][10][11]